# تاریخ باواریا
تاریخ باواریا از اولین استقرار و شکل‌گیری آن به عنوان یک دوک‌نشین اصلی در قرن ششم به عنوان بخشی از امپراتوری مقدس روم تا موقعیت آن به عنوان یک پادشاهی مستقل و در نهایت به عنوان یک بوندسلند (ایالت) بزرگ جمهوری فدرال آلمان مورد توجه است. در باواریا ابتدا توسط مردم سلتی سکونت گزیدند، ولی این منطقه در قرن اول قبل از میلاد در نهایت فتح شد و به عنوان استان‌های ریشیه و نوریکوم در امپراتوری روم گنجانده شد.

## پیشینه
تاریخ باواریا که اکنون بایرن نامیده می‌شود، به روزهای اولیه سکونت دویچ‌ها در این منطقه و الحاق این بخش به امپراتوری روم در قرن ششم و ایجاد شاهنشاهی مستقل و قرارگیری در دولت فدرال آلمان بازمی‌گردد. اقوام اولیه که در این منطقه ساکن شدند از قبیله‌های سلت، مانند بوی‌ها بودند که توسط امپرانوری روم مقدس به‌طور کامل از میان رفتند.
بعد از ضعیف شدن امپراتوری روم، منطقه باواریا تحت سلطه فرانسوی‌ها یا فرانک‌ها (بزرگترین امپراتوری بعد از روم در اروپا) قرار گرفت و بعد از سقوط امپراتوری فرانسه، باواریا در منطقه فرانسه شرقی قرار گرفت و سپس توسط امپراتوری روم فتح شد ولی پس از شورش‌ها و جنگ‌های فراوان با امپراتوری روم، دوک نشین باواریا به سلطنت انتخابی باواریا تغییریافت تا قدرت رومی‌ها را کاهش دهد.
در سال ۱۷۹۲، ناپلئون باواریا را فتح کرد و بخش‌هایی به قلمرو آن افزود و بعد از سقوط امپراتوری روم در سال ۱۸۶۰ و بعد از توافق‌نامه راین، پرنس باواریا خود را شاه خواند.
باواریا در سال ۱۸۷۱ به امپراتوری آلمان پیوست در صورتی که شاه خود را حفظ کرده بود و ارتش مستقل خود را داشت تا به جنگ فرانسه برود. بعد از جنگ اول جهانی و از میان رفتن امپراتوری آلمان، پادشاهی باواریا از میان رفت.